# Filmkritiker
Filmkritiker setzen sich  mit dem Medium Film auseinander. Sie schreiben Kritiken einzelner Filme, berichten von Filmfestivals, verfassen Bücher über Schauspieler, Filmregisseure, einzelne Genres usw. Die Grenzen zwischen Filmkritikern und Filmhistorikern sind daher fließend. Filmkritiker können  bei Tageszeitungen oder Filmzeitschriften angestellt sein oder freiberuflich arbeiten. In den letzten Jahren gibt es zunehmend  cineastisch interessierte Amateure, die im Internet Kritiken schreiben.
In Deutschland fungiert der Verband der deutschen Filmkritik (VdFk) als Interessenverbund für mehr als 300 Filmkritiker und Filmjournalisten und stellt somit die größte nationale Sektion innerhalb der internationalen Filmkritiker-Vereinigung Fédération Internationale de la Presse Cinématographique (FIPRESCI).
Die Critics Choice Association (CCA), früher Broadcast Film Critics Association, ist der größte Verband von Filmkritikern in den Vereinigten Staaten und Kanada.
Auch einige bekannte Regisseure wie François Truffaut, Peter Bogdanovich oder Wim Wenders haben als Filmkritiker angefangen. Der Pulitzer-Preis für Filmkritik ging bislang an Roger Ebert, Mark Feeney, Stephen Hunter und Joe Morgenstern.
Die deutschsprachige Filmkritik findet vor allem im Feuilleton und im Rundfunk statt. Der bedeutendste Filmkritiker des 20. Jahrhunderts ist Siegfried Kracauer, der sich in seinen Zeitungsbeiträgen als Gesellschaftskritiker zeigte und bereits mit der Analyse einzelner Filme zur Filmtheorie beitrug. 1957 gab der Verlag Filmkritik mit seiner gleichnamigen Zeitschrift ein eigenes Publikationsorgan für die Rezension und Analyse von Filmen heraus. In der DDR wurde Horst Knietzsch als Autor der Zeitung Neues Deutschland als Filmkritiker bekannt. Uwe Nettelbeck erweiterte in den 60er Jahren den Gegenstand der Filmkritik um die Analyse von Genre- und Underground-Filmen. Bedeutung erlangte seit den Nullerjahren unter den überregionalen Zeitungen die Frankfurter Allgemeine Zeitung mit profilierten Filmkritikern, darunter Michael Althen, Andreas Kilb und Dietmar Dath. Mit dem Internet entstanden zudem Blogs, die sich ausschließlich der Filmkritik zuwendeten, wenngleich hier Besprechungen weiterhin überwiegen. Ähnlich wie diese erreichen die Filmkritiken auf Videoportalen wie Youtube selten die Qualität der professionellen Filmkritik im Feuilleton. Häufig bestehen die Rezensionen aus der Wiedergabe des Filminhalts, Nennung der Produktionskosten, der Filmschauspieler, thematischer Vorgänger und konkurrierender Filme. Emotionale Bekundungen ersetzen eine Kontextualisierung und Analyse. 

## Filme
- Lob ist schwerer als Tadel, D, 2016, Dokumentarfilm über Stuttgarts Filmkritiker, Regie: Wolfram Hannemann.